# Zeche Nachtigall (Witten)
Die Zeche Nachtigall ist ein ehemaliges Steinkohlebergwerk in Bommern. Das Bergwerk war auch unter den Namen Zeche Nachtigal im Hetberge, Zeche Nachtigall im Hedtberge, Gewerkschaft im Hedtberge und Kohlenbank im Hettberger Holtz bekannt. Das Bergwerk befindet sich in Bommern am Eingang des Muttentals und ist Teil des Bergbauwanderwegs Muttental. Die Zeche war eine der größten Tiefbauzechen der Region. Auf dem Bergwerk wurde im Tiefbau stückreiche Fettkohle abgebaut, die eine gute Qualität hatte. Heute befindet sich auf dem Werksgelände das LWL-Industriemuseum Zeche Nachtigall.

## Geschichte

### Die Anfänge
Bereits im Jahr 1645 wurde die Zeche Nachtigall in den Unterlagen erwähnt. Im Jahr 1714 wurde die Mutung unter dem Namen Kohlenbank im Hettberger Holz eingelegt. Als Muter traten zwei Bauern aus der Umgebung auf. Bereits nach Einlegung der Mutung wurde mit der Gewinnung begonnen. Am 24. August des Jahres 1716 wurde ein Längenfeld an Berghaus, Frielinghaus & Consorten verliehen. Im Anschluss an die Verleihung wurde mit dem Abbau von „Kalkkohlen“ begonnen. Der Abbau erfolgte im Stollenbau. Das Stollenmundloch befand sich an der Einmündung der heutigen Straße Auf der Martha in die Muttentalstraße. Im Jahr 1739 war der Stollen zwar noch in Betrieb, es fand jedoch nur wenig Absatz der Kohlen statt. Da das Bergwerk als Bergrechtliche Gewerkschaft gegründet worden war, bestand jederzeit die Möglichkeit, dass Anteile dieser Gewerkschaft von anderen Personen aufgekauft wurden. Am 8. September des Jahres 1742 kaufte der Freiherr von Elverfeldt das Bergwerk und wurde somit Hauptgewerke des Bergwerks. Am 8. Januar des Jahres 1743 erfolgte die erneute Verleihung des Längenfeldes unter dem Namen „Nachtigall am Hettberge“. In den 1750er Jahren war das Bergwerk in Betrieb. Im Jahr 1781 wurde am Hedtberg ein Stollen angesetzt. Im Anschluss daran war das Bergwerk mehrere Jahre außer Betrieb. Im Jahr 1787 wurde das Bergwerk in der Niemeyerschen Karte eingetragen. In den Jahren 1790 bis 1793 wurden fünf Längenfelder vermessen. Im Jahr 1803 wurde die Kohlenniederlage an der Ruhr durch das Ruhrhochwasser fast weggespült. Im Jahr 1805 wurde ein 2516 Fuß langer Schiebekarrenweg zur Ruhr erstellt. Am 15. Februar des Jahres 1824 wurde mit der Zeche Eleonore ein Vertrag zur Bildung einer Betriebsgemeinschaft unter dem Namen Zeche Eleonore & Nachtigall geschlossen.

### Ausbau der Schachtanlage
Um das Jahr 1830 waren die Lagerstättenvorräte oberhalb des Stollensohle weitgehend erschöpft. Auf Anregung aus dem Kreis der Bergbauunternehmer wurde vom Bergamt ein Plan für den Zusammenschluss der Hardensteiner Bergwerke ausgearbeitet. Der Berggeschworene Jakobs aus Bommern arbeitete im Jahr 1831 einen Konsolidationsplan aus, den er am 1. Juli desselben Jahres vorlegte. Dieser Plan sah den Zusammenschluss von 13 Stollenzechen vor. Außerdem sollte ein Tiefbauschacht mit einer Teufe von 28 Lachtern in der Nähe der Ruhr abgeteuft werden. Am 25. April des Jahres 1832 wurde der unter der St. Johannes Erbstollensohle geplante Tiefbaubereich von Eleonore & Nachtigall wieder ausgegliedert. Im Laufe des Jahres 1832 vereinigte sich die Zeche Nachtigall mit weiteren Kleinzechen. Zunächst wurde am 25. April desselben Jahres eine Vertragsgemeinschaft zwischen den Zechen Nachtigall, Eleonore, Theresia, Widerlage, Aufgottgewagt, Braunschweig Nordflügel und Turteltaube Nordflügel geschlossen, um gemeinsam zum Tiefbau überzugehen. Geplant wurde der Tiefbau unterhalb der St. Johannes Erbstollensohle. In dem Vertrag verpflichteten sich die beteiligten Bergwerke, ihre Baufelder auch weiterhin auf eigene Rechnung zu betreiben. Die Wasserhaltung des gesamten Grubenfeldes und die Schachtförderung sollte für alle beteiligten Bergwerke gemeinsam erfolgen. Die Kosten für das Abteufen des Schachtes, die Maschinen, die Pumpen und das Schachtgebäude sollte von allen Bergwerken anteilmäßig getragen werden. Die Höhe der Förderanteile sollte entsprechend der im jeweiligen Baufeld noch anstehenden Kohlenmenge ermittelt werden. Von der Bergbehörde wurde als Auflage die Beibehaltung eines zehn Lachter mächtigen Sicherheitspfeilers gefordert. Dieser Pfeiler sollte unterhalb des Niveaus der Erbstollensohle des St. Johannes Erbstollens beibehalten werden.

### Übergang zum Tiefbau
Noch im Jahr 1832 wurde mit den Teufarbeiten für den Schacht Neptun begonnen. Der Schacht wurde in dem Bereich angesetzt, wo der Muttenbach in das Ruhrtal mündet. Der Schacht Neptun wurde als tonnlägiger Schacht ausgeführt. Der Ausbau des Schachtes erfolgte in Holz. Das Holz wurde von Niederste-Frielinghaus geliefert und vom Schreinermeister Friedrich zurechtgezimmert. Im August desselben Jahres mussten die Teufarbeiten unterbrochen werden. Grund für die Unterbrechung der Arbeiten waren die vermehrten Wasserzuflüsse, die sich mit Handpumpen nicht mehr bewältigen ließen. Um die Wasser abzupumpen, wurde im Dezember eine dampfgetriebene Wasserhaltungsmaschine installiert. Die Maschine hatte einen stehenden Zylinder und brachte eine Nutzleistung von acht PS. Die Dampfmaschine, der Dampfkessel, die Rohrleitungen und die Druckpumpe wurden von Friedrich Harkort aus Wetter gebaut. Harkort lieferte somit die komplette Maschinenanlage. Ab Januar des darauffolgenden Jahres wurden die Teufarbeiten wieder aufgenommen. Bereits am 24. August desselben Jahres erfolgte der Durchschlag mit der 1. Sohle. Diese Sohle war bereits im Vorfeld durch Abhauen aufgefahren worden und befand sich in einer Teufe von 33 Metern (+ 49 m NN). Im selben Jahr wurde die Muttentalbahn verlängert. Sie reichte nun bis zum Ruhrmagazin und bis zum Schacht. Ab August mussten die Teufarbeiten wegen erneuter Wasserzuflüsse wieder eingestellt werden. Um für die Tagesanlagen ausreichend Platz zu erhalten, wurde ab dem Jahr 1834 begonnen, einen Teil des südlich der Tagesanlage befindlichen Berghanges zu entfernen. Im Jahr 1834 wurde eine stärkere Dampfmaschine zur Wasserhaltung installiert, die bereits installierte Dampfmaschine wurde für den Antrieb der Fördermaschine verwendet. Diese Änderung der Funktion war ohne größere Umbauten möglich, da die damaligen Fördermaschinen genauso konstruiert waren wie die Dampfwasserhaltungsmaschinen. Um die Grubenwässer zur Ruhr abzuleiten, wurde ein unterirdisches Geflute erstellt. Noch im selben Jahr wurde mit der Förderung im Schacht Neptun begonnen.

### Betrieb als Tiefbauzeche

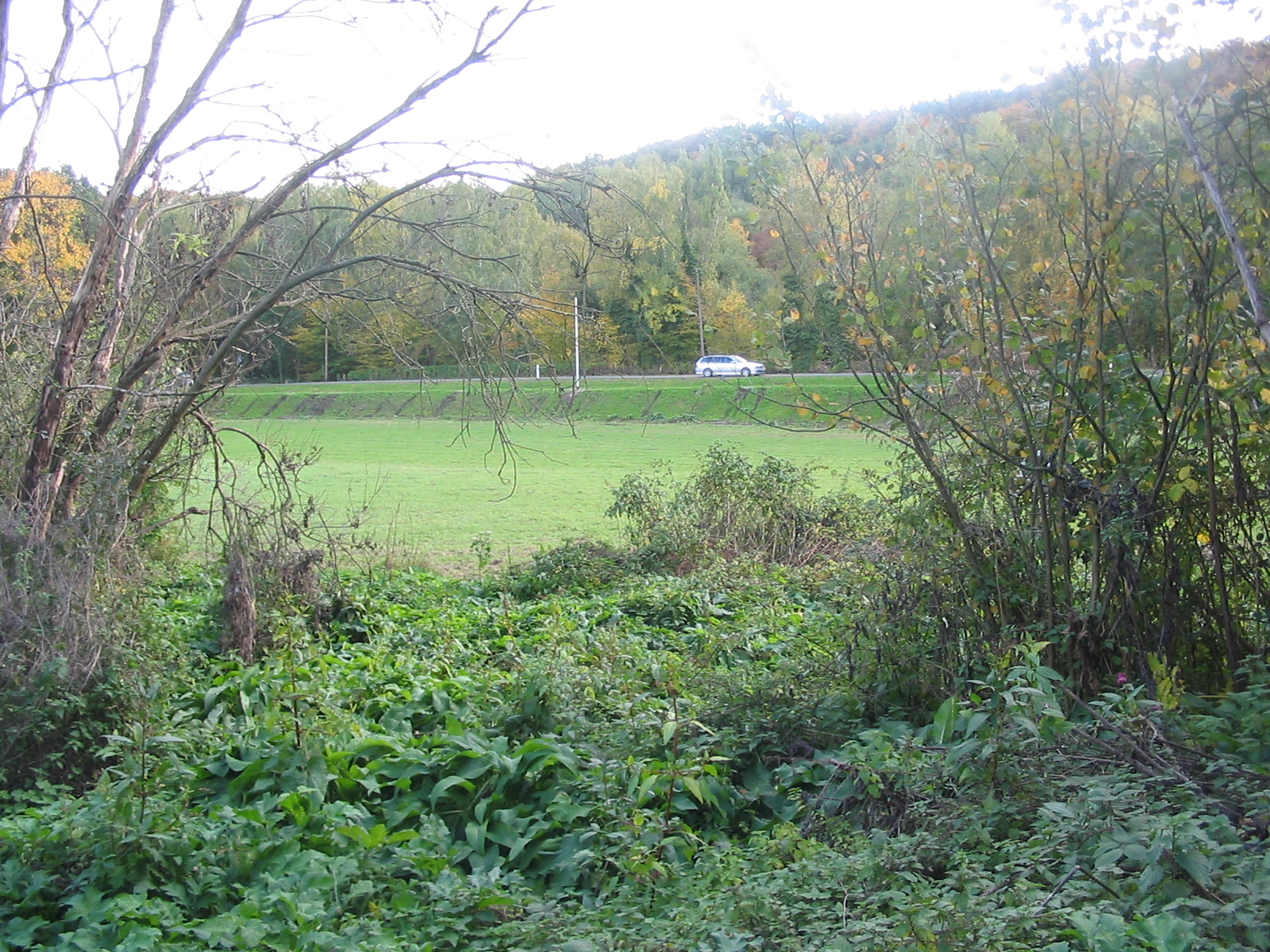
Ehemalige Kohlenniederlage der Zeche Nachtigall, 2013

In den Jahren 1834 und 1835 wurden die stillgelegten Bergwerke, die zur Vereinigung gehörten, wieder in Betrieb genommen. Hierbei handelte es sich um die teilweise stillgelegten Felder Aufgottgewagt, Braunschweig, Turteltaube, Theresia und Widerlage. Die Felder wurden über einen Querschlag von der Zeche Nachtigall aufgeschlossen. Der Schacht Neptun wurde tiefer geteuft und bei einer Teufe von 60 Metern (+ 22 m NN) wurde als 2. Sohle die Maschinensohle angesetzt. Im Jahr 1836 wurde eine vergrößerte Kohlenniederlage an der Ruhr in Betrieb genommen. Im Jahr 1837 wurde mit der Erzeugung von Koks begonnen. Nachdem der Schacht Neptun einige Jahre in Betrieb war, mussten die Gewerken feststellen, dass der Schacht zu klein dimensioniert worden war. Hinzu kam, dass der Wasserzufluss aus den Baufeldern sehr stark war. Alleine aus dem Feld Widerlage flossen pro Minute vier Kubikfuß Grubenwasser zu. Um die Wassermenge zu bewältigen, war eine noch leistungsfähigere Wasserhaltungsmaschine erforderlich.
Schon mit Beginn der Ruhrschifffahrt wurde an der Zeche Nachtigall eine Kohlenniederlage angelegt. Dieser ummauerte und hochwassersichere Lagerplatz war notwendig, da die Schifffahrt auf der Ruhr in der Regel für mehrere Monate nicht möglich war. Als die Zeche zum Tiefbau überging und die Förderzahlen anstiegen, musste die Niederlage erweitert werden. Die 2018 noch sichtbaren Überreste umfassten eine Lagerfläche von etwa 1.600 m².
Im Jahr 1837 konsolidierten die Vertragsgemeinschaft Eleonore & Nachtigall mit der Zeche Turteltaube, dem westlichen Feldesteil der Zeche Theresia mit Haupt- und Nebenflöz, dem Nordflügel der Zeche Braunschweig und Teilen der Zechen Aufgottgewagt und Widerlage. Bereits am 5. Januar des Jahres 1839 konsolidierten die Bergwerke unterhalb der Maschinensohle Neptun zur Gewerkschaft Vereinigte Nachtigall & Aufgottgewagt. Wegen des zu klein dimensionierten Schachtes Neptun waren die Gewerken gezwungen, einen leistungsfähigeren Schacht abzuteufen. Insbesondere die Notwendigkeit einer größeren Wasserhaltungsmaschine machte das Abteufen eines neuen Schachtes unumgänglich. Aus diesem Grund wurde vom Berggeschworenen Lind ein Plan für einen neuen Maschinenschacht entworfen. Dieser Plan sah einen Schacht mit einer rechteckigen Schachtscheibe vor. Der seigere Schacht hatte die Abmessungen von 27,5 mal 8 Fuß und sollte 70 Lachter östlich von Schacht Neptun angesetzt werden. Im Juni des Jahres 1839 wurde mit den Teufarbeiten für den Schacht Hercules begonnen. Einige Zeit danach kam es zu einem Defekt an der Wasserhaltungsmaschine an Schacht Neptun. Dadurch konnten die zuströmenden Grubenwässer nicht abgepumpt werden und die Grubenbaue füllten sich stetig mit Grubenwasser. Der Betrieb des Bergwerks musste für längere Zeit eingestellt werden.

### Weiterer Ausbau der Tiefbauzeche

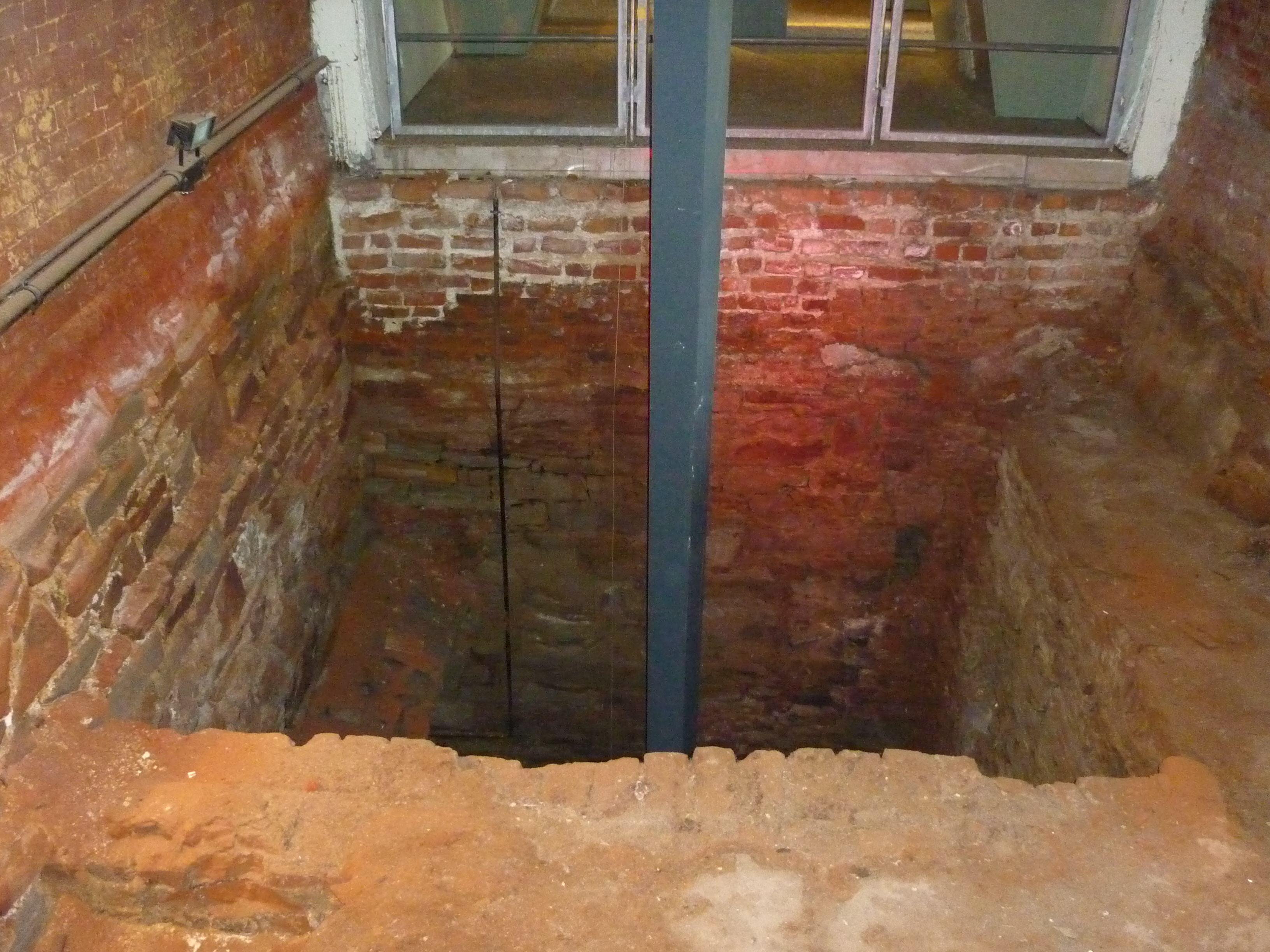
Schacht Hercules

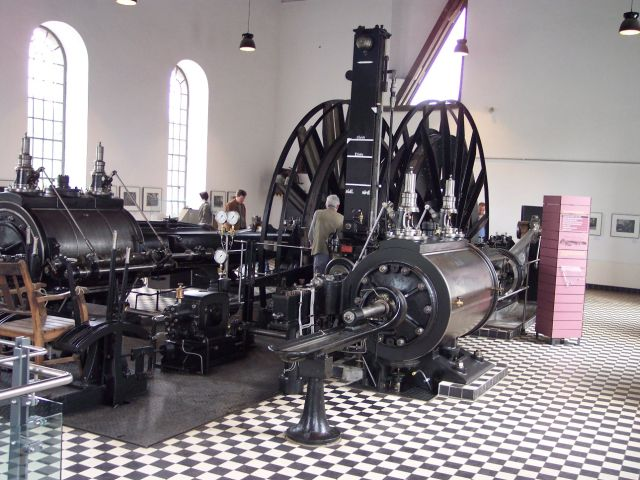
Das Fördermaschinengebäude innen

Die Teufarbeiten am Schacht Hercules wurden weiter fortgeführt. Im Jahr 1840 erreichte man bei einer Teufe von 60 Metern (+ 22 m NN) die Maschinensohle des Schachtes Neptun. Noch im selben Jahr wurde begonnen, die Tagesanlagen zu errichten. Im Jahr 1842 wurde bei einer Teufe von 92 Metern (- 10 m NN) die 3. Sohle angesetzt. Danach wurden die Teufarbeiten zunächst eingestellt und die Fördermaschine in Betrieb genommen. Problematisch blieb weiterhin der Zufluss des Wassers. Im Jahr 1843 wurde eine Wasserhaltungsmaschine in Betrieb genommen. Die Maschine hatte einen Zylinderdurchmesser von 66 Zoll. Später wurde diese Maschine durch eine weitere Maschine verstärkt, die einen Zylinderdurchmesser von 91½ Zoll hatte. Der Schacht wurde zunächst mit einem Förderturm aus Holz ausgestattet, später wurde der Turm durch einen gemauerten Turm aus Bruchsteinen ersetzt. Im selben Jahr wurden auch die Teufarbeiten wieder aufgenommen. Bei einer Teufe von 109 Metern (- 27 m NN) wurde das Flöz Aufgottgewagt erreicht. Im darauffolgenden Jahr wurde bei einer Teufe von 109 Metern die 4. Sohle als Maschinensohle des Schachtes Hercules angesetzt. Ab diesem Jahr wurden auch die untertägigen Arbeiten wieder aufgenommen. Außerdem wurde ab dem Jahr 1844 zum ersten Mal im Schacht Hercules die Kohlenförderung getätigt. Bei den Auffahrungsarbeiten kam es erneut zu starken Wasserzuflüssen. Außerdem kam es zu mehreren Brüchen am Pumpengestänge und der Wasserhaltungsmaschine. Dies führte zu Störungen bei der Schachtförderung. Am 9. Juli des Jahres 1845 kam es zu einem starken Wassereinbruch. Aufgrund dieses Wassereinbruchs soff die gesamte 4. Sohle ab und musste gesümpft werden. Am 10. Oktober desselben Jahres war die Sohle wieder nutzbar und die Sümpfungsarbeiten wurden eingestellt. Im Jahr 1846 wurde ab der 4. Sohle in der Nähe des Schachtes begonnen, ein Abhauen ins Flöz Geitling zu erstellen. Im Jahr 1847 war das Abhauen bis unter die Ruhr aufgefahren. Bei einer Länge von 325 Metern wurde die 5. Sohle angesetzt. Die Sohle befand sich bei einer seigeren Teufe von 153 Metern (- 71 m NN).
Bis zu diesem Zeitpunkt hatte noch kein Bergwerk gewagt den Abbau unterhalb der Ruhr zu tätigen. Grund hierfür waren die befürchteten Wassereinbrüche. Um die guten Flöze aufzuschließen, die unterhalb des Ruhrniveaus lagen, entschlossen sich die Gewerken, diese Flöze nur so weit abzubauen, dass das Hangende nicht einbrechen konnte. Auf der 5. Sohle wurden mehrere Örter in westlicher Richtung aufgefahren. Es wurden im tonnlägigen Teil des Schachtes Neptun Abhauen zwischen der 2. und der 5. Sohle erstellt. Oberhalb der 2. Sohle wurde der Schacht seiger ausgeführt. Dadurch wurde der Schacht nun zum gebrochenen Schacht abgeteuft. Im Jahr 1848 wurde der tonnlägige Teil des Schachtes Neptun in Betrieb genommen. Der Schacht war in zwei Fördertrumme aufgeteilt, jeder dieser Trumme hatte eine Breite von 80 Zoll. Zwischen beiden Trummen war eine Zwischenmauer gebaut, die eine Stärke von 40 Zoll hatte. Zwischen der 3. Sohle und der 2. Sohle hatte der Schacht nur die Breite des Aufhauens für die Seilführung. Die Förderung erfolgte von der 5. Sohle bis zur 3. Sohle. Im selben Jahr erhielt das Bergwerk einen Bahnanschluss an die Muttentalbahn. Im Jahr 1850 wurde begonnen, einen dritten Schacht abzuteufen. Mit diesem Schacht wollte man den Gegenflügel der Nachtigallmulde erschließen. Der neue Schacht erhielt den Namen Schacht Catharina. Der Schachtansatzpunkt für den neuen Schacht befand sich in der Nähe des alten Theresiastollens bei Haus Steinhausen. Heute befindet sich in diesem Bereich die Schmalspurbahn. Durch diesen Ansatzpunkt war es nun nicht mehr erforderlich, das Nebengestein mit seinen wasserführenden Schichten zu durchörtern. Der Schacht wurde als tonnlägiger Schacht im Flöz Geitling abgeteuft. Bei den Teufarbeiten betrugen die Wasserzuflüsse pro Minute 1/20 Kubikfuß. Der Schacht wurde bis zum Muldentiefsten abgeteuft. Dadurch reichte der Schacht fast bis unterhalb vom Bahnhof Witten. Im Jahr 1852 wurde der Schacht Catharina mit der 5. Sohle durchschlägig. Im selben Jahr wurde im Schacht Neptun bei einer flachen Teufe von 600 Metern (- 105 m NN) die 6. Sohle erreicht. Im Schacht Hercules erreichte man im selben Jahr bei einer Teufe von 221 Metern (- 139 m NN) die 7. Sohle. Schacht Catharina wurde mit einer Fördermaschine und mit Pumpen versehen. Für die Förderung wurde der Schacht mit einem Förderkorb ausgerüstet, auf dem jeweils vier 10-Scheffelwagen gefördert werden konnten. Um die über den Schacht Catharina geförderten Kohlen zur Hauptanlage zu transportieren, wurde Übertage eine Schleppbahn gebaut. Durch den Ausbau war die Zeche Nachtigall nun die erste Großschachtanlage in Bommern.

### Die Nachtigallbrücke

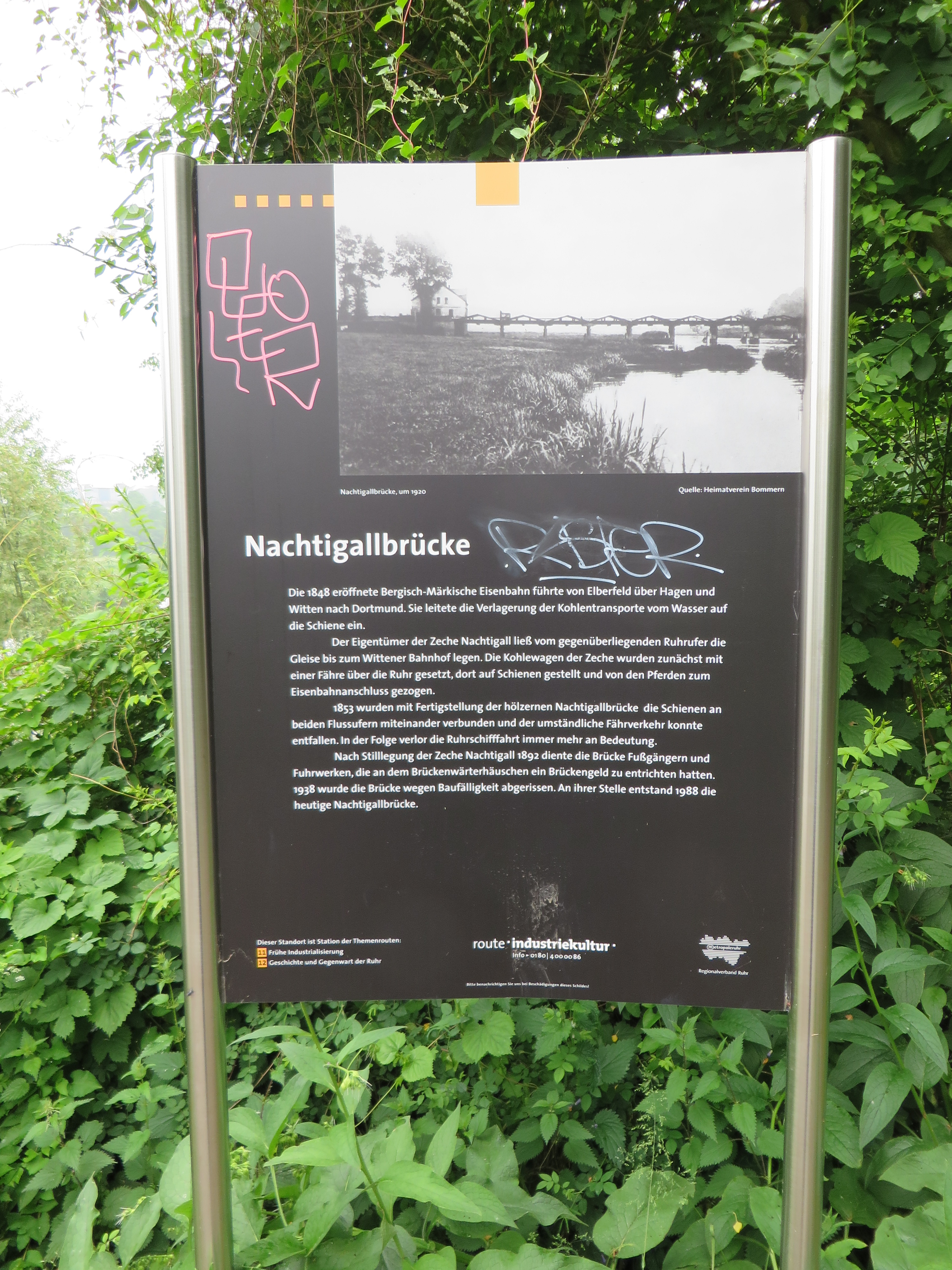
Infotafel der Route der Industriekultur zur Nachtigallbrücke

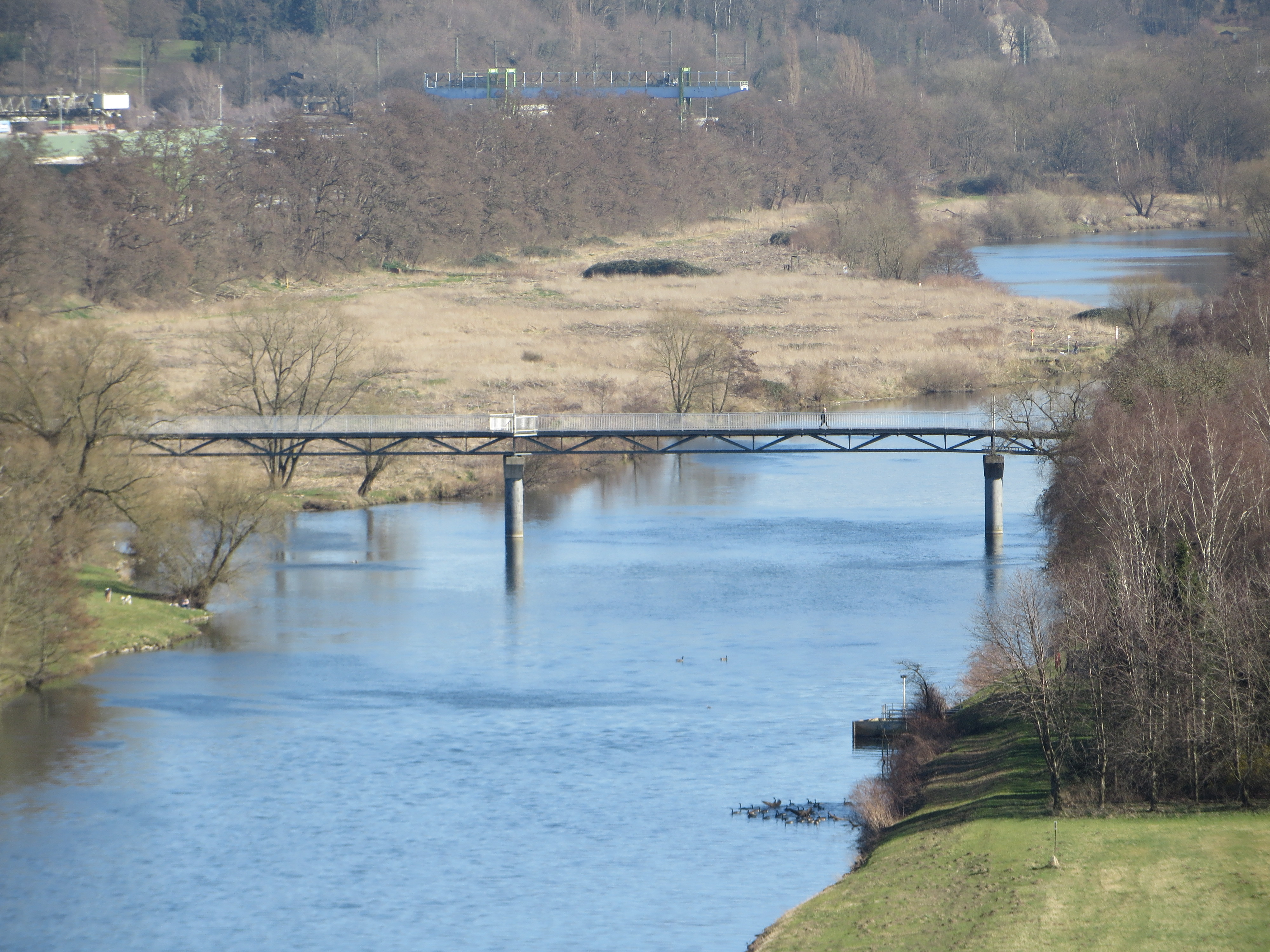
Heutige Fußgängerbrücke Nachtigallbrücke von 1988

In der Hochphase der Ruhrschifffahrt gab es zwischen Witten und dem Rhein nur bei Hattingen eine Brücke. Mit Beginn des Eisenbahnzeitalters entstanden immer mehr Brücken, die jedoch die Schifffahrt beeinträchtigten. Schon 1829 hatte sich der Nachtigall-Besitzer Ludwig von Elverfeldt am Bau der Muttentalbahn beteiligt, deren pferdegezogene Wagen die Zechen mit der Ruhr und der Straße nach Elberfeld verband. 1849 erhielt Witten einen Eisenbahnanschluss, allerdings lag die Zeche Nachtigall auf der falschen Seite der Ruhr. Eine Fähre löste das Transportproblem nur unzureichend. Der Antrag auf den Bau einer festen Brücke über die Ruhr, führte zu Diskussionen darüber, welcher Transportart der Vorrang einzuräumen wäre: Der Schifffahrt oder der Eisenbahn. Erst 1854 wurde die Nachtigallbrücke schließlich erbaut. Die Ruhrschifffahrt war in der Folge für die Zeche Nachtigall nicht mehr von Bedeutung.

### Übernahme weiterer Grubenfelder
Im Jahr 1854 erreichte der Schacht Catharina bei einer flachen Teufe von 690 Metern, 222 Meter seiger, die 7. Sohle. Bei einer flachen Teufe von 330 Lachtern wurden die weiteren Teufarbeiten gestundet. Am 30. November desselben Jahres konsolidierte die Zeche Nachtigall zusammen mit den Zechen Aufgottgewagt, Theresia und Widerlage zur Zeche Nachtigall Tiefbau. Das Bergwerk gehörte zu diesem Zeitpunkt zum Märkischen Bergamtsbezirk und dort zum Geschworenenrevier Hardenstein. Die Berechtsame bestand zu diesem Zeitpunkt aus elf Feldern und umfasste eine Fläche von 4,4 km2. Geleitet wurde der Betrieb des Bergwerks durch den Obersteiger Neuhaus, Repräsentant der Gewerkschaft war Direktor Kollmann. Die Förderung erfolgte im Schacht Neptun zwischen der 6. Sohle und der 3. Sohle. Von dort wurden die Förderwagen zum Schacht Hercules gefördert und dort nach Übertage gefördert. Im Jahr 1855 wurden im Baufeld Catharina zur Streckenförderung auf der 6. Sohle und der 7. Sohle Grubenpferde eingesetzt. In diesem Jahr war die Zeche Nachtigall das förderstärkste Steinkohlenbergwerk in Westfalen. Allerdings hatte das Bergwerk auch weiterhin starke Probleme mit dem zulaufenden Grubenwasser. In 1855 lag das Verhältnis von geförderter Kohle zur abgepumpte Grubenwassermenge bei 1:12. Dies alles führte dazu, dass das Bergwerk sehr rasch seinen Spitzenplatz wieder an die moderneren Bergwerke im nördlichen Ruhrgebiet verlor. Im Jahr 1856 wurde auf dem Schacht Hercules eine neue Fördermaschine in Betrieb genommen. Die Dampfmaschine hatte eine Leistung von 500 PS und war die stärkste Maschine der damaligen Zeit. Im selben Jahr wurde unter der Ruhr abgebaut. Es wurde ein Durchschlag zur Zeche Martha erstellt. Da die Grubenbaue am Schacht Brassert dieser Zeche abgesoffen waren, mussten sie zunächst gesümpft werden. Im Jahr 1857 wurden die Zechen Laura, Martha, Vollmar und der Nordflügel der Zeche Braunschweig durch die Zeche Nachtigall Tiefbau gelöst. Die abgebauten Kohlen dieser Zechen wurden im Schacht Hercules gefördert. Im Jahr 1860 wurde der Abbau auf den oberen Sohlen eingestellt. Schacht Catharina erreichte eine flache Teufe von 837 Metern. Bei einer seigeren Teufe von 272 Metern (- 190 m NN) wurde die 8. Sohle angesetzt. Das Bergwerk wurde im selben Jahr mit der Zeche Martha zusammengelegt. Im Jahr 1861 wurde die Zechen Laura, Martha und der Nordflügel der Zeche Braunschweig oberhalb der Stollensohle übernommen. Im Jahr 1863 wurde im Bereich des Schachtes Catharina auf der 8. Sohle ein Abhauen erstellt, um die 9. Sohle zu erschließen. Im selben Jahr wurde im Schacht Catharina bei einer seigeren Teufe von 368 Metern (- 286 m NN) die 9. Sohle angesetzt. Im Jahr 1864 wurde die 9. Sohle aufgrund starker Wasserzuflüsse zunächst gestundet und später gesümpft. Im darauffolgenden Jahr wurden im Schacht Hercules die Teufarbeiten ab der 4. Sohle wieder aufgenommen. Im Jahr 1866 wurde im Bereich des Schachtes Catharina auf der 9. Sohle ein Abhauen begonnen und im Schacht wurde in der Flözmulde bei einer Teufe von 418 Metern (- 336 m NN) die 10. Sohle angesetzt.
Im Jahr 1867 wurde das Grubenfeld der Zeche Martha aufgeschlossen. Im selben Jahr wurde Schacht Hercules mit der 6. Sohle und später auch mit der 7. Sohle durchschlägig. Im Feld Martha wurde außerdem in diesem Jahr aufgrund eines Vertrages der Abbau der Kohlen aufgenommen. Ab dem Jahr 1868 wurde nun auch die Pferdeförderung im südlichen Teil des Grubengebäudes eingeführt. Im Mai des Jahres 1868 kam es am Schacht Hercules zu einem Defekt an der Wasserhaltungsmaschine. Bedingt dadurch soffen die Grubenbaue bis unter die 6. Sohle ab. Im darauffolgenden Jahr wurden die Grubenbaue gesümpft und die Teufarbeiten im Schacht Hercules wieder aufgenommen. Bei einer Teufe von 273 Metern (- 191 m NN) wurde die 8. Sohle angesetzt. Im Jahr 1870 kam es im Schacht Hercules zu einem Riss des Förderseils. Bedingt dadurch war das Bergwerk mehrere Monate ohne Förderung. Im Jahr 1871 wurde im Schacht Catharina die Förderung eingestellt. Im Jahr 1873 wurden die Teufarbeiten im Schacht Hercules weiter fortgesetzt. Im Jahr 1875 wurde im Schacht Hercules bei einer Teufe von 368 Metern (- 286 m NN) die 9. Sohle angesetzt. Im Jahr 1876 wurde im Schacht Hercules bei einer Teufe von 449 Metern (- 367 m NN) die 10. Sohle angesetzt. Der Schacht erreichte eine Endteufe von 94 Metern. Am 21. November desselben Jahres wurde im Schacht Hercules die maschinelle Seilfahrt eingeführt. Bedingt dadurch mussten die Bergleute nun nicht mehr über Fahrten durch den Schacht klettern, um ihren Arbeitsplatz zu erreichen.

### Die letzten Jahre bis zur Stilllegung
Im Jahr 1878 kam es auf dem Bergwerk zu großen Wasserhaltungsproblemen, hierdurch standen die Grubenbaue zeitweise bis zur 8. Sohle unter Wasser. Noch im selben Jahr wurden die Abbautätigkeiten am Schacht Catharina unterhalb der Ruhrniederung eingestellt. Auch in den Jahren 1880 und 1882 kam es erneut zu Problemen mit der Wasserhaltung. Obwohl das Bergwerk mit zwei Wasserhaltungsmaschinen ausgestattet war, konnten die Probleme kaum beherrscht werden. Mehrfach kam es zu Brüchen an den Gestängen der Wasserhaltungsmaschinen. Dadurch war ein regelmäßiger Betrieb des Bergwerks kaum noch machbar. Am 27. Januar des Jahres 1883 konsolidierte die Zeche Nachtigall mit der Zeche Helene zur Zeche Vereinigte Helene-Nachtigall. Im Jahr 1892 waren die Lagerstättenvorräte im Baufeld Nachtigall weitgehend erschöpft. Die noch vorhandenen Kohlenflöze waren nicht mehr bauwürdig. Hinzu kamen die ständigen Probleme mit der Wasserhaltung. Dies alles machte das Bergwerk unrentabel. Im Jahr 1892 wurde daher die Zeche Nachtigall stillgelegt. Der Schacht Hercules wurde mit einem Gewölbe verschlossen und erst gegen Ende des 20. Jahrhunderts mit Beton verfüllt. Die Verbindung zur Zeche Helene wurde abgedämmt. Dort konnte noch bis 1896 gefördert werden.

## Förderung und Belegschaft
Die ersten bekannten Förderzahlen stammen aus dem Jahr 1803, in diesem Jahr wurden 66.000 Ringel Steinkohle gefördert. Die ersten bekannten Belegschaftszahlen stammen aus dem Jahr 1805, damals waren zehn Bergleute auf dem Bergwerk beschäftigt, die eine Förderung von 43.000 Ringel Steinkohle erbrachten. Die Belegschaft setzte sich zusammen aus vier Kohlenhauern, zwei Gesteinshauern und vier Karrenläufern. Im Jahr 1824 wurden 50.000 Scheffel und im Jahr 1828 wurden 90.000 Scheffel Steinkohle gefördert. Im Jahr 1832 betrug die Förderung 87.667 Scheffel Steinkohle. Im Jahr 1834 wurden 15.065 Tonnen Steinkohle gefördert. Im Jahr 1835 wurden 21.260 Tonnen Steinkohle gefördert. Im Jahr 1837 lag die Belegschaftsstärke bei 136 Beschäftigten, die Förderung betrug 26.723 Tonnen Steinkohle. Im Jahr 1840 sank die Förderung auf 20.765 Tonnen Steinkohle. Im Jahr 1843 leichter Anstieg der Förderung auf 22.622 Tonnen Steinkohle. Im Jahr 1845 schwankte die Belegschaftsstärke zwischen 60 und 74 Beschäftigten, die Förderung lag bei 14.408 Tonnen Steinkohle. Im Jahr 1847 sank die Förderung auf 11.799 Tonnen Steinkohle, die Belegschaftsstärke lag bei 32 bis 62 Beschäftigten. Im Jahr 1854 waren 359 Beschäftigte auf dem Bergwerk, die Förderung betrug 79.273 Tonnen Steinkohle.
Im Jahr 1855 waren 460 Mitarbeiter auf dem Bergwerk beschäftigt, die Förderung betrug 463.691 ½ preußische Tonnen Steinkohle. Im Jahr 1857 wurden 95.372 Tonnen Steinkohle auf dem Bergwerk gefördert, dies war die maximale Förderung des Bergwerks. Die Belegschaftsstärke betrug in diesem Jahr 467 Beschäftigte. Im Jahr 1858 waren 451 Mitarbeiter auf dem Bergwerk beschäftigt, die Förderung betrug 87.145 Tonnen Steinkohle. Im Jahr 1860 wurden 71.170 Tonnen Steinkohle auf dem Bergwerk gefördert, die Belegschaftsstärke betrug 387 Beschäftigte. Im Jahr 1865 wurden 76.012 Tonnen Steinkohle gefördert, die Belegschaftsstärke betrug 383 Beschäftigte. Im Jahr 1867 wurden 77.301 Tonnen Steinkohle gefördert, die Belegschaftsstärke lag bei 464 Beschäftigten. Im Jahr 1870 lag die Belegschaftsstärke bei 570 Beschäftigten, trotz einer längeren Störung im Förderschacht Hercules wurden in diesem Jahr 56.233 Tonnen Steinkohle gefördert. Im Jahr 1875 wurden 85.497 Tonnen Steinkohle gefördert, die Belegschaftsstärke lag bei 527 Beschäftigten. Im Jahr 1877 wurden 81.247 Tonnen Steinkohle gefördert. Im Jahr 1880 wurden 66.464 Tonnen Steinkohle gefördert, die Belegschaftsstärke betrug 269 Mitarbeiter. Die letzten bekannten Förderzahlen vor der Konsolidierung zur Zeche Vereinigte Helene Nachtigall stammen aus dem Jahr 1882, damals wurden von 286 Beschäftigten 52.665 Tonnen Steinkohle gefördert.

## Nachfolgenutzung

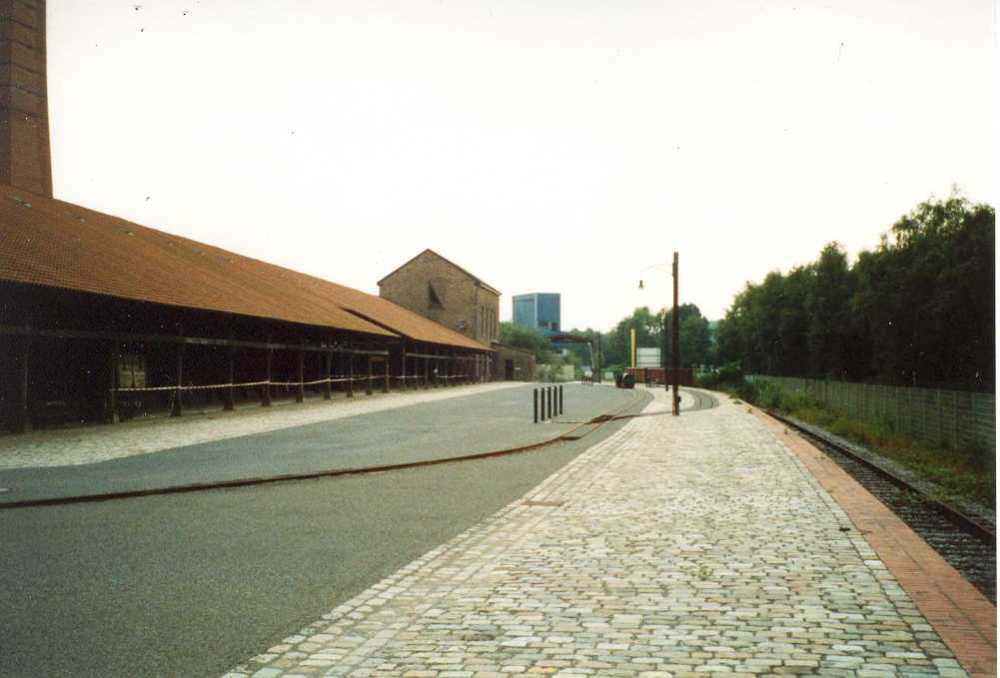
Das Gebäude der Ziegelei

Einige Zeit nach Stilllegung der Zeche übernahm der Unternehmer Wilhelm Dünkelberg das Gelände. Zunächst ließ er einen großen Teil der Gebäude abreißen, danach erbaute er auf dem ehemaligen Zechengelände eine Ziegelei. Dünkelberg ließ im Jahr 1897 zwei Ringöfen errichten. Die Öfen wurden im Bereich des ehemaligen Schachtes Hercules errichtet. Einige Gebäude der ehemaligen Zeche, wie das Werkstattgebäude und das Fördermaschinengebäude, wurden auch weiterhin genutzt. Um die Ziegelei mit Brennstoff zu versorgen, nahm Dünkelberg die Zeche Vereinigte Nachtigall in Betrieb. Im Jahr 1964 wurde die Ziegelei Dünkelberg stillgelegt. Im Anschluss daran wurde das Gelände eine Zeit lang auch als Schrottplatz genutzt. Im Jahr 1982 übernahm das Westfälische Industriemuseum das ehemalige Betriebsgelände. Heute befindet sich auf dem Werksgelände der ehemaligen Zeche Nachtigall das LWL-Industriemuseum Zeche Nachtigall.